# Patricio Court
Patricio Court (Santiago, 19 de enero de 1941) es un destacado escultor y pintor abstracto chileno, que ha seguido principalmente la corriente del abstraccionismo geométrico, aunque en un principio adhirió al surrealismo.

## Biografía
Es hijo de Gastón Court Artigas y Eliana del Pedregal Ramírez de Arellano. Ha estado casado en dos oportunidades (primero con Mónica Gelcich Terpelle, con quien tuvo dos hijos, y después con Ana María Bustamante Urcelay, con quien tuvo tres hijos, entre ellos el cineasta Théo Court).
Estudió en el colegio San Pedro Nolasco. Su afición por las bellas artes fue temprana y comenzó a pintar a los 15 años. Después se interesó también por el teatro y actuó con el Ictus en algunas piezas de T. S. Eliot y Eugène Ionesco, pero en 1963 abandonó las tablas para ingresar en la Escuela de Bellas Artes de la Universidad de Chile. Allí tuvo como profesor de pintura a José Balmes, de grabado a Eduardo Bonati, de escultura a Matías Vial y croquis a Gracia Barrios.
En 1966 fundó el Taller de Orfebrería Court-Gelcic y alternó la pintura con el diseño de joyas. Dos años más tarde aprendió fundición y cincelado en metal trabajando en el taller de escultura de su alma mater con Vial.
Obtuvo el cargo de profesor auxiliar en 1969 y comenzó a enseñar pintura y dibujo en la Escuela de Artes Aplicadas; tres años después fue nombrado profesor del curso Forma y Color en la Escuela de Bellas Artes. Dirigió por un breve periodo, en 1973, el Museo de Arte Popular de la Universidad de Chile para volver luego a la docencia.
Al año siguiente, viajó a España, desde donde escribió el primer año para la Revista de Arte de la Universidad de Chile. Decidido a prolongar su estadía en Europa, Court renunció a su cátedra de pintura. Se instaló en la localidad de Can Cuadras en San Pedro de Ribas, cerca de Sitges, Barcelona, y poco después se trasladó a Ibiza para finalmente mudarse a Madrid en 1981. Residió en España por más de 20 años, hasta 1997, y obtuvo también la nacionalidad de ese país (1982).
A su regreso a Chile, se inauguró en agosto de 1997 en el Museo Nacional de Bellas Artes de Santiago su exposición Entre la expresión y el silencio, con obras de los seis últimos años. A esta muestra le siguió, en diciembre, una tragedia: un incendio declarado el día 3 destruyó gran parte de lo que había creado en los 30 años anteriores: pinturas, esculturas, dibujos. Se mudó entonces al campo, en Santa Rosa de Lavaderos (Maule), en donde construyó un nuevo taller. Posteriormente se instalaría nuevamente en Santiago.
Premiado tanto en su país como en Europa, Court ha realizado numerosas exposiciones individuales y participado en un gran número de colectivas y de ferias de arte. Algunas de sus obras están en colecciones públicas de Chile y Europa. En 2018 fue elegido miembro de la Academia de Bellas Artes del Instituto de Chile.

## Estilo
En pintura comenzó como surrealista, pero generalmente se le cataloga dentro del abstraccionismo geométrico, corriente a la que pertenece la mayor parte de su obra, y algunos crìticos, como Waldemar Sommer de El Mercurio, consideran que Court ha ampliado los postulados de esta "rumbo al futuro". Refirièndose a la exposición de 2016 en la Galerìa ArteEspacio, Sommer apunta que "llama la atención el exuberante manejo de las texturas, circunstancia que repugnaría a los miembros militantes de los grupos geométricos nuestros del siglo pasado".
Court, quien en escultura ha trabajado especialmente la madera, utiliza técnicas mixtas para realizar sus cuadros, donde integra una rica gama de texturas, diversos pigmentos, cartones, telas, arena, hierro, maderas. Logra así volúmenes y divisiones en el cadro con "productos ajenos a la manufactura tradicional de la pintura, pero que se comportan como parte de su visualidad. Una caja de cartón pintada y colocada sobre la tela otorga volumen a ésta, a la vez que quiebra líneas y mueve direcciones de orientación, generando asimetría; el trabajo que antes realizaba el pincel, elaborando perspectivas y composiciones en general, es reemplazado por materia en estado puro", se explica en la página dedicada a Court en el sito Portal de Arte.
El oficio de albañil que realizó un tiempo en España, le hizo entrar en "contacto con lo que llegaría a ser un modo novedoso para su producción", llegando a "una abstracción que proviene de la atenta observación de las estructuras que le rodeaban: andamios, puertas, dinteles, y formas arcaicas que persistían en las decoraciones de espacios interiores de muchas casas ibéricas en las que laboró".
Todas las obras de Court son sin título.

## Obras en colecciones públicas

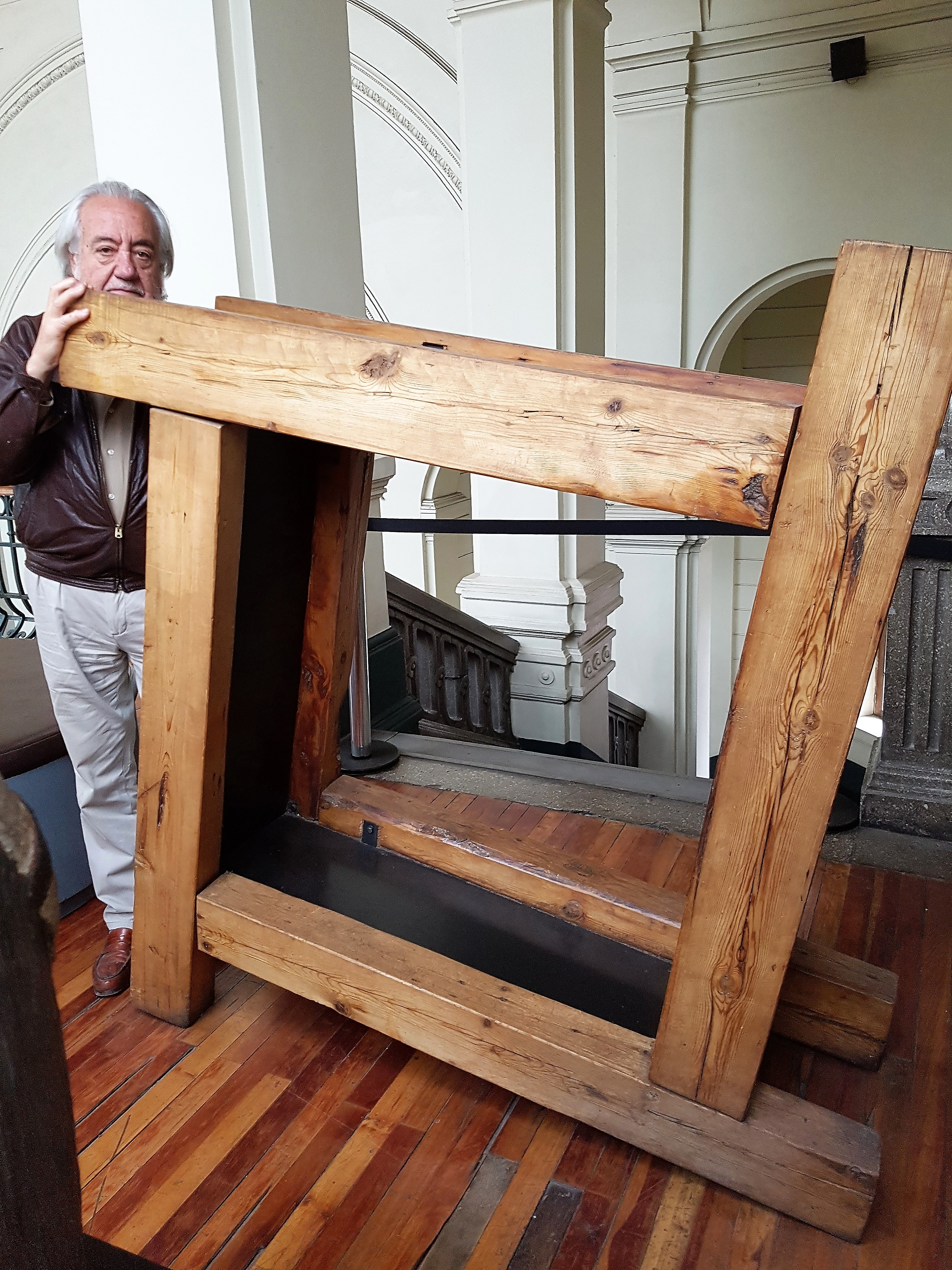
Court junto a la escultura en homenaje a Máximo Trueba, MNBA

- Museo Nacional de Bellas Artes de Chile: dos pinturas y, en comodato, una escultura de 1996 (homenaje a Máximo Trueba, joven escultor español fallecido tempranamente en un accidente automovilístico; madera y hierro, 240 x 240 x 40 cm)
- Museo de Arte Contemporáneo de Santiago
- Museo de Artes Visuales (MAVI), Santiago: 1998, técnica mixta, 195 x 195 cm
- Centro de Arte Moderno de Lisboa, Fundación Calouste Gulbenkian, Portugal
- Museo Municipal de Arte Moderno de Mendoza, Argentina
- Museo Municipal Bello Piñeiro, Ferrollo, España
- Lenbachhaus, Munich, Alemania

## Premios y reconocimientos
- Mención honrosa en concurso 1968 de la Compañía de Acero del Pacífico, Santiago de Chile
- Premio de Mérito 1973 en el concurso CRAV, Museo de Arte Contemporáneo, Santiago
- Premio Nacional IV Festival Internacional Anual Cagnes Sur Mer 1974, Francia
- Premio de Mérito 1974 en el concurso CRAV, Museo de Arte Contemporáneo, Santiago
- Elegido como uno de los artistas más representativos de las artes plásticas españolas actuales en 1994 por la revista internacional de arte Lápiz de España en su celebración número cien
- Segundo Premio en el XII Concurso de Pintura Carlos Haes 1995, Madrid
- Nombrado en 2000 cofundador del Museo de Arte Contemporáneo Latinoamericano (MACLA), Ciudad de La Plata, Argentina
- Premio de la Crítica a la mejor exposición del año 2000 por De marcaciones: pinturas y esculturas, realizada en la Sala de Arte Fundación Telefónica; Círculo de Críticos, Santiago
- Premio de la Crítica a la mejor exposición del año 2011 por Hecho en Chile, realizada en la Sala Matta del  Museo Nacional de Bellas Artes de Chile; Círculo de Críticos, Santiago

## Exposiciones individuales
- Pinturas, Galería C.A.L. Santiago, Chile, 1971
- Patricio Court: Dibujos y pinturas, sala Forestal, Museo Nacional de Bellas Artes, Santiago, 1971
- Pinturas, Galería Ovidio, Madrid, España, 1978
- Washington World Gallery, Washington, D. C., Estados Unidos, 1978
- Pinturas, Galería Rapanui, Caracas, Venezuela, 1979
- Exposición de Diseño de Joyas, Galería Época, Santiago, 1979
- Pinturas, Galería Sandiego, Bogotá, Colombia, 1980
- Galería Roma e Pavia, Oporto, Portugal, 1981
- Pinturas, Galería Maloney, Ibiza, España, 1981
- Collages, Galería Roma e Pavia, Oporto, Portugal, 1982
- Pinturas y collages, Galería Quadrum, Lisboa, Portugal, 1982
- Collages, Galería Arte Actual, Santiago, Chile, 1983
- Pinturas, Galería Aele, Madrid, España, 1984
- Pinturas, Galería Helmut Leger, Munich, Alemania, 1984
- Pinturas y Serigrafías, Galería EstiArte, Madrid, España, 1984
- Bilder 1985, Galería Helmut Leger, Munich, Alemania, 1986.
- Pinturas, Kunst Forum, Arnsberg, Alemania, 1986
- Pinturas, ART'86, Stand Galería Aele de Madrid, Basilea, Suiza, 1986
- Pinturas, Galería Aele, Madrid, España, 1987
- Pinturas, Galería Roma e Pavia, Oporto, Portugal, 1987
- 10 Años, 1978-1988, Galería Helmut Leger, Munich, Alemania, 1988
- Pinturas, FIAC'89, Feria Internacional de Arte de París, Stand Galería AeIe de Madrid, Francia, 1989
- Pinturas, Galería AeIe, Madrid, España, 1990
- Pinturas, Galería Helmut Leger, Munich, Alemania, 1990
- Esculturas, Galería Aele/Evelyn Botella, Madrid, España, 1993
- Pinturas, Galería AeIe/Evelyn Botella, Madrid, España, 1993
- Pinturas y esculturas, Galería Helmut Leger, Munich, Alemania, 1994
- Pinturas, Galería Praxis, Santiago, Chile, 1994
- Pequeño formato: Pinturas y escultura, Galería Helmut Leger, Munich, Alemania, 1995
- Patricio Court: Entre la expresión y el silencio. Obras 1990-1996, Museo Nacional de Bellas Artes, Santiago, Chile, 1997
- Pinturas y esculturas: Entre la expresión y el silencio, Centro de Extensión de la Universidad de Talca, Chile, 1997
- Patricio Court: Entre la expresión y el silencio. Pinturas y esculturas. Obras 1989-1998, Centro Cultural Borges, 1998 (se exhibió además en la Galería Palatina. Buenos Aires, Argentina)
- Collages y grabados de la serie Montajes 2000, Galería Helmut Leger, Munich, Alemania, 2000
- Patricio Court. De marcaciones: pinturas y esculturas, Sala de Arte Fundación Telefónica, Santiago, Chile, 2000
- De Marcaciones: Pinturas y esculturas, Centro de Extensión de la Universidad de Talca, Chile, 2001
- La mirada austera, Corporación Cultural de Las Condes, Santiago, Chile, 2003
- Diálogos formales. Pinturas, Galería Isabel Aninat, Santiago, Chile, 2004
- Diálogos formales, Galería Palatina de Buenos Aires, Argentina, 2004
- Galería Aele/Evelyn Botella de Madrid, España, 2006
- Diálogos formales 2. Pinturas y esculturas, Galería Animal, Santiago, Chile, 2007
- Diálogos formales 2, Galería Caballo Verde, Concepción, Chile, 2008
- Galería de Arte El Caballo Verde, Concepción, Chile, 2009
- Hecho en Chile: Pinturas, esculturas y grabados, Museo de Arte Contemporáneo de la Universidad Austral de Valdivia, Chile, 2010
- Hecho en Chile: Pinturas, esculturas y grabados, Pinacoteca de la Universidad de Concepción, Chile, 2010
- Hecho en Chile: Pinturas, esculturas y grabados, Centro de Extensión de la Universidad de Talca, Chile, 2010
- Hecho en Chile: Pinturas, esculturas y grabados, Galería de Arte de la Universidad Católica de Temuco, Chile, 2010
- Diálogos formales 3. Obras 2008-2011, Galería Patricia Ready, Santiago, Chile, 2011
- Hecho en Chile: Pinturas, esculturas y grabados. Obras 1997-2007, Museo Nacional de Bellas Artes, Santiago, Chile, 2011
- Hecho en Chile, Bodegón Cultural Los Vilos, Los Vilos, Chile, 2012
- Galería El Caballo Verde, Concepción, Chile, 2012
- Galería AMS Marlborough, Santiago, Chile, 2013
- Galería El Caballo Verde, Concepción, Chile, 2015
- Centro de Extensión de la Universidad de Talca, Chile
- Re-encuentro, con Vicente Gajardo, Bodegón Cultural Los Vilos, Los Vilos, Chile, 2016
- Obra reciente: 2014-2016, Galería ArteEspacio, Santiago, Chile, 2016
- Materia urbana. Antología 2013 - 2017, Centro Cultural Las Condes, Santiago, Chile, 2018